# Výpověď (lingvistika)
Výpověď je v lingvistice elementární komunikativní jednotka jazykového projevu použitá v konkrétní komunikativní situaci tvořící formálně i obsahově relativně uzavřený celek, který může, ale nemusí mít mluvnickou stavbu věty. Obvyklou formou výpovědi je věta, souvětí nebo jeho část, ale může být realizována i podvětným nebo nevětným útvarem („Ahoj!“, „To ne!“, „Když myslíš…“, „Opravdu?“, „Tak dobře.“).

## Vlastnosti výpovědi
Výpověď má určitou komunikační funkci a zpravidla má nějaký věcný (propoziční) obsah. Výpověď je zvukově (intonačně) uzavřená. V psané podobě je výpověď graficky vyznačena na začátku velkým písmenem a na konci tečkou, otazníkem, vykřičníkem, apod.
Výpověď obvykle tvoří část většího celku – textu, případně promluvy.

## Struktura výpovědi
Výpovědi mohou mít strukturu:
- věty jednoduché
- souvětí podřadného
- nominálního útvaru bez určitého slovesa

Někteří autoři řadí k výpovědím také
- juxtapozice
- souvětí souřadná
- složité konstrukce obsahující několik vět hlavních i vedlejších

## Komunikativní funkce výpovědi
Výpověď má vždy komunikativní funkci, která může být:
- oznamovací
- tázací
- žádací (výzvová)
- námitka, nesouhlas, protest, ohrazení, odmítnutí
- výtka (napomenutí, důtky, pokárání), výčitka
- přání
- pozdrav

Odtržením od konkrétní situace ztrácejí výpovědi status aktuálního sdělení, stávají se jen potenciálním výpovědním výrazem, který z hlediska jeho
aktuální komunikativní funkce nelze interpretovat.